# Летняя Спартакиада народов СССР 1979
VII летняя Спартакиада народов СССР  — проходила в СССР в 1979 году, церемония открытия — 21 июля на Центральном стадионе им. В. И. Ленина в Москве. Финалы проводились в 30 видах спорта.

## Описание
На всех этапах соревнований участвовало 87 миллионов советских спортсменов. Большинство финалов проходило в предолимпийской Москве. Впервые для участия были приглашены зарубежные спортсмены. В финалах участвовали 8300 советских спортсменов и более 2000 спортсменов из 84 других стран мира. Первое место по числу наград заняла сборная РСФСР, на втором — сборная Украинской ССР, на третьем — сборная Москвы.
Также в рамках спартакиады проходили соревнования по техническим видам спорта.

## Финальные соревнования
| Вид спорта                  | Сроки проведения    | Место проведения |                 |
| --------------------------- | ------------------- | --- | --------------- |
| Баскетбол                   | 22 июля — 3 августа | Вильнюс. Дворец спорта, Спортзал Пединститута Каунас. Спортхалле, Спортзал «Динамо»                                          | Мужчины         |
| Бокс                        | 22 июля — 4 августа | Москва. Спортивный дворец ЦСКА                                                                                               | Результаты      |
| Борьба вольная              | 24—28 июля          | Москва. Футбольно-легкоатлетический комплекс ЦСКА                                                                            |                 |
| Борьба классическая         | 19—23 июля          | Москва. Футбольно-легкоатлетический комплекс ЦСКА                                                                            | Результаты      |
| Велосипедный спорт, трек    | 22—29 июля          | Москва. Велотрек стадиона Юных Пионеров                                                                                      |                 |
| Велосипедный спорт, шоссе   | 22—29 июля          | Москва |                 |
| Водное поло                 | 13—23 июля          | Москва. Плавательный бассейн Центрального стадиона имени В. И. Ленина                                                        | Результаты      |
| Волейбол                    | 22 июля — 4 августа | Москва. Малая спортивная арена, УСЗ «Дружба» Центрального стадиона им. В. И. Ленина                                          | Мужчины Женщины |
| Гандбол                     | 17—31 июля          | Киев. Дворец спорта, Демонстрационный теннисный корт стадиона «Динамо», Спортзал Киевского инженерно-строительного института |                 |
| Гимнастика                  | 22—27 июля          | Москва. Дворец спорта Центрального стадиона им. В. И. Ленина                                                                 |                 |
| Гимнастика художественная   | 30 июля — 2 августа | Москва. Футбольно-легкоатлетический комплекс ЦСКА                                                                            |                 |
| Гребля академическая        | 22—26 июля          | Москва. Гребной канал в Крылатском                                                                                           |                 |
| Гребля на байдарках и каноэ | 12—15 июля          | Москва. Гребной канал в Крылатском                                                                                           |                 |
| Дзюдо                       | 29 июля — 4 августа | Москва. Дворец спорта Центрального стадиона им. Ленина                                                                       |                 |
| Конный спорт                | 20—29 июля          | Москва. Московский Ипподром                                                                                                  |                 |
| Лёгкая атлетика             | 21—29 июля          | Москва. Большая спортивная арена Центрального стадиона им. В. И. Ленина                                                      | Результаты      |
| Парусный спорт              | 22—30 июля          | Таллин |                 |
| Плавание                    | 25—31 июля          | Москва. Плавательный бассейн Центрального стадиона имени В. И. Ленина.                                                       | Результаты      |
| Прыжки в воду               | 28 июля — 4 августа | Москва. Бассейн ЦСК ВМФ |                 |
| Самбо                       | 11—15 июля          | Москва. Футбольно-легкоатлетический комплекс ЦСКА                                                                            |                 |
| Современное пятиборье       | 17—21 июля          | Москва | Результаты      |
| Стрелковый спорт            | 27 июля — 1 августа | Мытищи. Стрельбище «Динамо»                                                                                                  |                 |
| Стендовая стрельба          | 24—30 июля          | Мытищи. Стрельбище «Динамо»                                                                                                  |                 |
| Стрельба из лука            | 31 июля — 3 августа | Москва. Олимпийский спортивный центр профсоюзов                                                                              |                 |
| Теннис                      | 5—16 июля           | Рига |                 |
| Тяжёлая атлетика            | 25 июля — 3 августа | Ленинград. Дворец спорта «Юбилейный»                                                                                         | Результаты      |
| Фехтование                  | 8—18 июля           | Москва. Футбольно-легкоатлетический комплекс ЦСКА                                                                            |                 |
| Футбол                      | 21 июля — 5 августа | Москва | Результаты      |
| Хоккей на траве             | 21—31 июля          | Ленинград. Дворец спорта «Зенит»                                                                                             |                 |
| Шахматы                     | 11—23 июля          | Москва | Результаты      |